# Gorytes laticinctus
Gorytes laticinctus är en stekelart som först beskrevs av Amédée Louis Michel Lepeletier 1832.  Gorytes laticinctus ingår i släktet Gorytes, och familjen Crabronidae. Arten är reproducerande i Sverige.